# Otto Blum

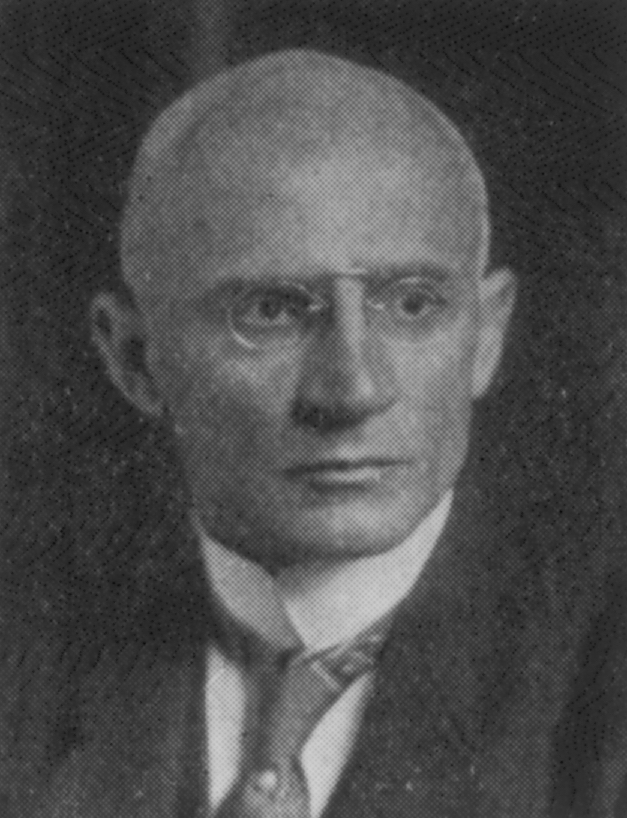
Otto Blum

Otto Leonhard Blum (* 1. September 1876 in Neunkirchen (Saar); † 26. Oktober 1944 in Hannover) war ein deutscher Bauingenieur und Hochschullehrer. Als Professor für Eisenbahnwesen an der Technischen Hochschule Hannover war er von 1929 bis 1931 auch Rektor der Hochschule.

## Leben

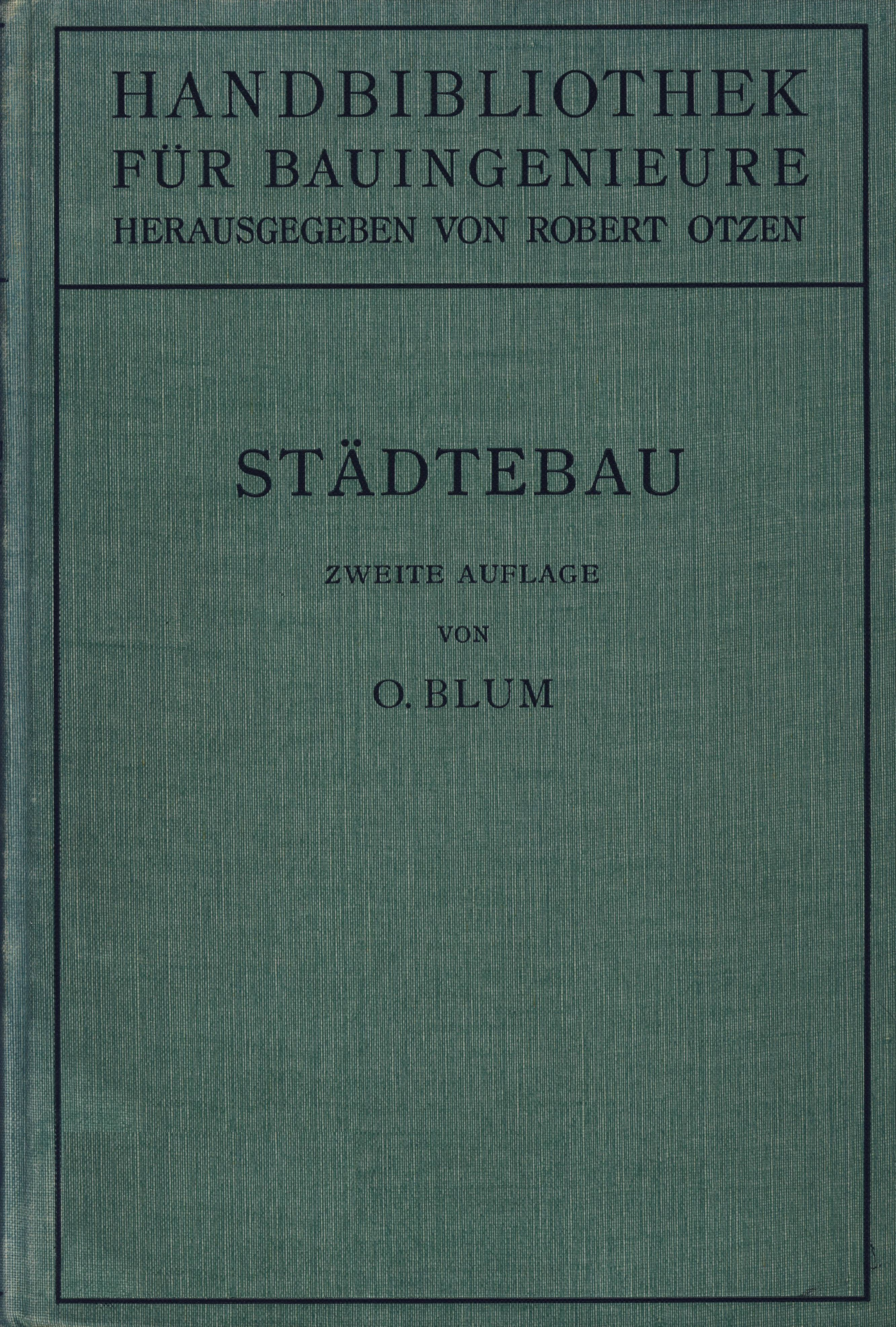
Otto Blum: Städtebau. Berlin 1921.

Otto Blum war der Sohn des Baumeisters und Eisenbahnfachmanns Johann Karl Alfred Blum (1847–1920) und dessen Ehefrau Karolina (Lina) Liebmann. Otto Blum war der Enkel des Politikers und Dichters Robert Blum. Von 1895 bis 1899 studierte er an der Technischen Hochschule Charlottenburg. Während seines Studiums wurde er Mitglied im Akademischen Verein Motiv. Anschließend begann er sein Referendariat als Regierungsbauführer bei der Königlichen Eisenbahndirektion Berlin, wo er später als Regierungsbaumeister (Assessor) und ab 1907 schließlich als Eisenbahn-Bau- und Betriebs-Inspektor tätig war. In dieser Zeit unternahm Blum ausgedehnte Studienreisen innerhalb Europas und des vorderen Orients sowie eine Weltreise. Außerdem promovierte er 1903 an der Technischen Hochschule Charlottenburg und wurde dort Dozent.
Zum Wintersemester 1907 erhielt Otto Blum einen Ruf als Professor an die Technische Hochschule Hannover, um den Lehrstuhl für Eisenbahnbau und Eisenbahnbetrieb von Karl Dolezalek zu übernehmen. Im Laufe seines Schaffens erweiterte Blum den Lehrstuhl erheblich auf die Gebiete Verkehrspolitik (1908), Eisenbahnwesen sowie im Jahre 1913 um Städtebau und Landesplanung. Damit begründete er die Städtebauausbildung in Hannover, die 1919 an der Architekturfakultät von Ernst Vetterlein ergänzt wurde. Von Bedeutung ist seine Publikation Städtebau, die in erster Auflage 1921 und in vollständig neu bearbeiteter Fassung 1937 erschien. Von 1929 bis 1931 war Blum Rektor der Technischen Hochschule Hannover. Er unterzeichnete im November 1933 das Bekenntnis der Professoren an den deutschen Universitäten und Hochschulen zu Adolf Hitler.
1924 bis 1929 gehörte er dem Verwaltungsrat der Deutschen Reichsbahn-Gesellschaft an. 1936 berief ihn die Preußische Akademie des Bauwesens als außerordentliches Mitglied. Er gehörte auch dem Verein Deutscher Ingenieure (VDI) und dem Hannoverschen Bezirksverein des VDI an.
Otto Blum und seine Frau Luise Fischer starben nach einem Bombenangriff.
Im Besitz der heutigen Gottfried Wilhelm Leibniz Universität Hannover befinden sich ein Porträt (Ölgemälde von Berthold Hellingrath) und eine Bronzebüste Blums.

## Werk

### Planungen/Entwürfe
- 1900: Entwurf zu einer Gebirgsbahn, ausgezeichnet mit dem Schinkelpreis in der Kategorie Eisenbahnbau[5]
- 1908–1910: Wettbewerbsentwurf für einen Grundplan für die bauliche Entwicklung von Groß-Berlin, prämiert mit dem 4. Preis (in Arbeitsgemeinschaft mit den Ingenieuren Havestadt & Contag und dem Architekten Bruno Schmitz)[6]
- 1912: Wettbewerbsentwurf für einen Gesamtbebauungsplan der Stadt Düsseldorf, zusammen mit Bruno Schmitz, 1. Preis[7][8][9]

### Schriften (Auswahl)
- mit Moritz Oder: Abstellbahnhöfe (Betriebsbahnhöfe für den Personenverkehr). 1904.
- mit Erich Giese (Bearb.): Wie erschliessen wir unsere Kolonien?, mit zahlr. Abb. und 5 Taf., im Auftrage der Deutschen Kolonialgesellschaft. Reimer, Berlin 1907.
- Die Weiterbildung der Technischen Hochschulen. In: Handbuch der Politik. Berlin / Leipzig 1914
- Georg Barkhausen †. In: Zentralblatt der Bauverwaltung. Nr. 31/32, 1923, S. 189 (zlb.de).
- mit Gustav Jacobi und Kurt Risch: Verkehr und Betrieb der Eisenbahnen (= Handbibliothek für Bauingenieure, 2: Eisenbahnwesen und Städtebau, 8). Springer, Berlin 1925.
- Personen- und Güterbahnhöfe (= Handbibliothek für Bauingenieure, 2: Eisenbahnwesen und Städtebau, 5,1). Springer, Berlin 1930.
- Der Umbau der Mühlendammschleuse in Berlin und die Leistungsfähigkeit der Eisenbahn. In: Städtebau, 26. Jahrgang 1931, S. 96.
- Verkehrsgeographie. Springer, Berlin 1936.
- Die Entwicklung des Verkehrs, Springer, Berlin 1941.
- Der Südosten verkehrspolitisch betrachtet. Springer, Berlin 1941.
- mit Hermann Potthoff und Kurt Risch: Straßenbahn und Omnibus im Stadtinnern (= Verkehrswissenschaftliche Abhandlungen, Band 13.). Fischer, Jena 1942.
- Eisenbahnbau. Winter, Heidelberg 1946.

## Auszeichnungen
- 1914: Eisernes Kreuz Zweiter Klasse[10]
- 1931: Ehrendoktorwürde der Technischen Hochschule Karlsruhe
- 1937: Ehrenmitgliedschaft des Verkehrswissenschaftlichen Forschungsinstitutes in Paris
- mehrere hohe Orden des In- und Auslandes
- Benennung des Otto-Blum-Hofs in Hannover-Nordstadt